# Vulvodinia
La vulvodinia è, come definito dalla Società internazionale per lo studio delle patologie vulvovaginali (ISSVD), un disturbo vulvare della durata di almeno 3 mesi, descritto dalle donne che ne soffrono come bruciore, dolore o dispareunia, in assenza di alterazioni obiettive visibili di rilievo o di disturbi neurologici clinicamente identificabili.

## Vulvodinia localizzata / vestibolite vulvare
La condizione è diagnosticata per esclusione di altri problemi vulvovaginali identificabili, quali ad esempio la candidosi e la vaginite batterica. Il dolore può essere generalizzato o localizzato nella regione vulvare. Se localizzata nella regione vestibolare, la vulvodinia è definita vestibolodinia, un tempo chiamata vestibulite vulvare. Il dolore della vulvodinia può interessare il clitoride; questa condizione è chiamata clitorodinia. Non è chiaro se queste condizioni siano manifestazioni della stessa malattia, poiché la diagnosi è la stessa, ma le cause di queste patologie sono ancora oggetto di discussione. Il dolore può essere provocato dal contatto: in questo caso la vulvodinia si definisce "provocata".

## Possibili cause
Si stanno investigando varie possibili cause e trattamenti. A parte la discussione sulle possibili e/o accertate componenti psicogene del disturbo, la medicina ginecologica ha ipotizzato tra le possibili cause: uso di contraccettivi orali (in particolare drospirenone), allergia, sensibilità a sostanze chimiche o organismi che si possono trovare nell'ambiente, malattia autoimmunitaria, simili al lupus erythematosus, tensione cronica o spasmi dei muscoli dell'area vulvare, infezione, ferite, sensibilità chimica e neuropatia. Alcuni casi sembrano effetti avversi di interventi di chirurgia genitale, come la labiectomia. Un ruolo fondamentale nello sviluppo della vulvodinia sembra sia da attribuirsi a un mediatore proinfiammatorio detto mastocita (in inglese mastcell). Tale mediatore ha la funzione di scatenare la reazione infiammatoria in risposta a qualsiasi danno infettivo, chimico o fisico. Nelle donne con vulvodinia, il mastocita è sovraregolato; ciò significa che l'area vulvare è perennemente infiammata anche in assenza di una reale minaccia per l'organismo, ovvero che è sufficiente uno stimolo innocuo a scatenare la risposta infiammatoria.

## Diagnosi
La diagnosi è basata sul dolore percepito dalla paziente, con comuni riscontri fisici, in assenza di cause identificabili per diagnosi differenziali. Viene eseguito in particolare il “test del cotton-fioc” per individuare le aree di dolore e categorizzarne la severità. L'assenza di sintomi visibili e la scarsa letteratura scientifica hanno spinto a lungo a considerare il disagio come frutto d'ipocondria. Si è anche rilevato che molte donne iniziano a sentire i sintomi quando diventano sessualmente attive, e perciò hanno esitato ed esitano a manifestare il dolore vulvare cronico e a cercarne la cura.
Al 2025, in Italia, per una diagnosi certa, a causa della complessità del quadro clinico, spesso passano due o cinque anni da quando compaiono i primi sintomi (dolore e bruciore) a quando si può formulare una prognosi.

## Diagnosi differenziale
1. Infezioni: candidosi, herpes genitale, HPV
2. Infiammazioni: lichen planus
3. Neoplasie: malattia di Paget vulvare, carcinoma vulvare
4. Cause neurologiche: nevralgia

## Trattamento
Non vi è un approccio uniforme al trattamento, e numerosi trattamenti proposti sono basati principalmente sull'esperienza empirica e su opinioni. Il trattamento è spesso molto diverso da medico a medico e molti pazienti dovranno cambiare trattamento quando i tentativi primari falliscono. I trattamenti includono:
1. Misure di cura vulvare: mutandine di cotone, non sintetiche; evitare gli irritanti vulvari (lavande, shampoo, profumi, detergenti); lavaggio solo con acqua (senza sapone); assorbenti esterni di cotone; lubrificazione nei rapporti sessuali; asciugamento della vulva dopo la minzione.
2. Medicazioni: farmaci per uso topico, orali, e iniettabili che includono anestetici, soprattutto anestetici in crema da applicare prima dei rapporti sessuali, estrogeni, antidepressivi triciclici coadiuvati in forma topica o sistemica. Gli antidepressivi triciclici, e in particolare la amitriptilina, non vengono utilizzati a dosaggi psichiatrici, bensì a dosaggi di gran lunga inferiori, perché è stato dimostrato che in tali quantità hanno un'attività antinfiammatoria sulle fibre nervose e una funzione analgesica.[4]
3. Dieta: è consigliata una dieta antinfiammatoria o una dieta povera di ossalati (per la vulvodinia associata ai calcoli di ossalato di calcio).
4. TENS. La terapia TENS, che si è rivelata utile nel trattamento del dolore cronico collegato a numerose patologie, si è rivelata utile anche nel trattamento del dolore vulvovestibolare.[5]
5. Biofeedback e terapia fisica: il Biofeedback è una tecnica che insegna alla donna a rilassare i muscoli perivaginali attraverso un meccanismo di retroazione. Si utilizza una sonda vaginale, collegata ad un computer. Quando la donna sta rilassando correttamente i muscoli, il computer glielo segnala tramite una luce o un suono.[6] Nella chinesiterapia, la paziente impara a comandare la muscolatura pelvica con l'aiuto di un fisioterapista esperto in problematiche pelviche. Il rilassamento dei muscoli perivaginali è fondamentale nella terapia della vulvodinia, in quanto l'ipertono dei muscoli pelvici può precedere il dolore, oppure verificarsi in seguito all'infiammazione.[7] Nei casi più lievi, o quando la guarigione è vicina, la donna può praticare a casa massaggi vaginali ed esercizi specifici allo scopo di rilassare la muscolatura pelvica.
6. Chirurgia: vestibolectomia. Durante una vestibolectomia, le fibre innervate vengono escisse. Può essere effettuata un'estensione vaginale, con cui il tessuto vaginale viene tirato avanti e cucito al posto della pelle rimossa. Il tasso di successo di una vestibolectomia varia da un minimo di 60% (Stewart, 2002) ad un massimo di 93% (Goldstein et al., 2006)[8]. Ci sono più di 20 studi che indicano un tasso di successo superiore all'80% (Goldstein, online). La vestibolectomia viene impiegata quando altre terapie falliscono. La sua validità è stata riscontrata nel 60-72% degli interventi[9].
7. Rapporti sessuali: Generalmente, durante la terapia della vulvodinia, si sconsiglia alla donna di avere rapporti penetrativi fino al momento della guarigione, perché tale attività, oltre a essere dolorosa per la donna, costituisce un evento stressante per le mucose vulvovaginali, già infiammate e lese quando si è in presenza di tale patologia. Anche nel momento in cui la donna si sente meglio, la ripresa delle attività sessuali dovrebbe essere graduale. Un valido aiuto è rappresentato dall'uso di un lubrificante intimo. Le pazienti sono spesso incoraggiate ad esplorare attività sessuali diverse dal coito. Comunque, il sesso orale sarà spesso meno doloroso. Le pazienti possono cercare l'assistenza di uno psicoterapeuta.

## La vulvodinia nei media
Nel secondo episodio della quarta stagione di Sex and the City, a Charlotte viene diagnosticata la vulvodinia, e le vengono prescritti degli antidepressivi. Questo episodio è stato molto criticato, in particolare dalla National Vulvodinia Association, che ha obiettato alla descrizione della condizione come minore, secondaria.
Susanna Kaysen, nota per il suo romanzo La ragazza interrotta e il suo adattamento cinematografico, ha anche pubblicato Io e lei, un romanzo che parla della sua esperienza con la vulvodinia e i suoi sintomi debilitanti.